# Hongaarse Grieks-Katholieke Kerk
De Hongaarse Grieks-Katholieke Kerk (Hongaars: magyar görög katolikus egyház) is een met Rome geünieerde kerk. Zij maakt deel uit van de oosters-katholieke kerken.
De Hongaarse Grieks-Katholieke Kerk is sinds 20 maart 2015 een autonoom particuliere metropolitane kerk sui iuris.
De kerk volgt de Byzantijnse ritus met als liturgische talen het Hongaars, Slowaaks en Roetheens en Oekraïens. Deze kerk gebruikt de juliaanse kalender.

## Ontstaansgeschiedenis
In het begin van de 18de eeuw vestigden zich in het oosten van het huidige Hongarije, voornamelijk rond Hajdúdorog en Nyíregyháza, orthodoxe Roemenen, Roethenenen Serven. Zij waren, na de Ottomaanse verovering, vertrokken uit het Turkse Sipahis. Het ging vooral om militairen en hun families.
Onder invloed van de Habsburgers werden deze orthodoxe gelovigen ondergebracht in een met Rome geünieerd vicariaat van Hajdúdorog.
Onder druk van toenemende hongarisering – onder meer werd het Hongaars als liturgische taal opgedrongen – keerden een aantal gemeenschappen op het einde van de 18de eeuw terug naar de oosters-orthodoxe kerk.
Eind 19de eeuw werd door geünieerden, die zich wilden onderscheiden van de rooms-katholieken, bij de paus aangedrongen tot de oprichting van een eigen diocees. In 1912 ontstond het bisdom Hajdúdorog met de bisschopszetel te Nyíregyháza.
Gedurende de volgende decennia van de 20ste eeuw hielden deze geünieerde gelovigen in Oost-Hongarije vast aan hun identiteit en aan hun geloof. Hun seminarie in Nyíregyháza gold onder het communistisch bewind als een bolwerk van katholiek bewustzijn en verzet.
Sinds 1988 kunnen de geünieerde Hongaren vrij hun geloof beleven. Hun aantal is sinds de jaren 1990 dan ook toegenomen. In Nyíregyháza werd een nieuwe theologische hogeschool opgericht.

## Huidige situatie
Metropool Hajdúdorog:

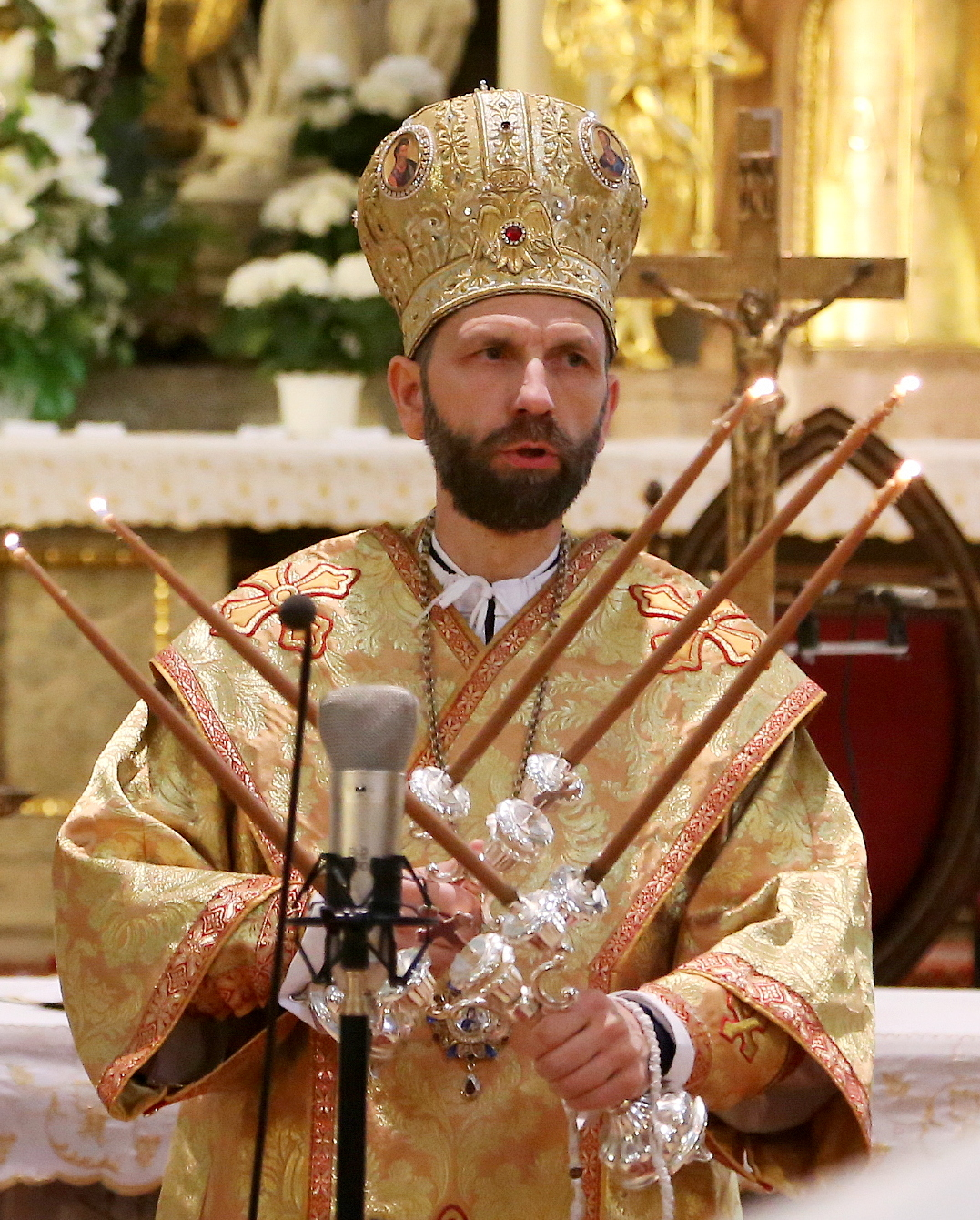
Metropoliet Péter Fülöp Kocsis

1. Aartseparchie Hajdúdorog (eparchie ingesteld in 1912; in 2015 omgezet in een aartseparchie)
2. Eparchie Miskolc (exarchaat ingesteld in 1924; in 2015 omgezet in een eparchie)
3. Eparchie Nyíregyháza (ingesteld in 2015)

De aartseparch van Hajdúdorog is de metropoliet van deze metropool.
De Hongaarse Grieks-Katholieke Kerk telt ongeveer 290.000 gelovigen; de meesten van hen wonen in Hongarije. Een deel woont in de Verenigde Staten en Canada.

### Metropolieten
- 2015 - heden: Péter Fülöp Kocsis